# شودار صهيب
شودار صهيب (08 يناير / جانفي 1996) هو صحفي جزائري مختص في الشأن الرياضي، مع اهتمام خاص بكرة القدم الجزائرية، العربية والعالمية. عمل في عدد من المؤسسات الإعلامية، من بينها قناة الحياة TV  وموقع إسيا نيوز عربية، ويشغل حاليًا منصب محرر ورئيس القسم الرياضي في موقع أنترنيوز الإخباري.
يُعرف صهيب بمشاركاته التحليلية المنتظمة عبر القنوات التلفزيونية والمنصات الرقمية، مثل قناة السلام TV وقناة الشباب DZ، إضافة إلى كتاباته التحليلية في عدة مواقع إلكترونية جزائرية، على غرار موقع دي زاد غول، موقع شهاب بريس الاخباري، موقع اللقاء أون لاين التابع لجريدة اللقاء الجزائرية
1. ↑  لاين، وفاق سطيف أون (7 يوليو 2025). "الاعلامي شودار صهيب: الوفاق تحوّل إلى صندوق تضامني لدعم العاطلين عن العمل". وفاق سطيف أون لاين. اطلع عليه بتاريخ 2025-08-19.
2. ↑  تقرير شودار صهيب حسب description، شودار صهيب (25 مايو 2023). "الصفحة الرسمية لقناة الحياة الجزائرية على منصة يوتيوب". الصفحة الرسمية لقناة الحياة الجزائرية على منصة يوتيوب.
3. ↑  "شودار صهيب | إسيا نيوز عربية". اطلع عليه بتاريخ 2025-08-19.
4. ↑  "صهيب شودار، كاتب في internews أنتر نيوز". internews أنتر نيوز. 19 أغسطس 2025. اطلع عليه بتاريخ 2025-08-19.
5. ↑  ElikhbariaTv  الإخبارية (3 ديسمبر 2024). "الصفحة الرسمية لمنصة الاخبارية TV على اليوتيوب".
6. ↑  mohamed seddi (1 يونيو 2025). "فيديو من الصفحة الرسمية لمقدم حصة 60 دقيقة كورة على قناة السلام TV الجزائرية".
7. ↑  التحرير، فريق (17 فبراير 2025). "شودار صهيب يكتب: حين يبرر السلوك المشين بالشعبوية!". dzgoal.com. اطلع عليه بتاريخ 2025-08-19.
8. ↑  معمري، سارة (27 فبراير 2024). "كيف سيكون نهج الجزائر التكتيكي تحت قيادة بيتكوفيتش؟ » شهاب برس". شهاب برس. اطلع عليه بتاريخ 2025-08-19.
9. ↑  اونلاين، اللقاء (14 نوفمبر 2023). "مؤامرة لحرمان محرز من الكرة الذهبية !". جريدة اللقاء الجزائرية. اطلع عليه بتاريخ 2025-08-19.
10. ↑  "Verification Required". www.arabo.com. اطلع عليه بتاريخ 2025-08-19.